# 朱存𰘌
秦王朱存，是明朝秦肅王朱誼漶之四子，為第十六任秦王。
明弘光元年（1645年）五月，孫守法以他為主起兵，封漢中王。永曆三年（1649年），趙榮貴又以他襲封秦王，攻打階州，但失敗，他投紫水自殺而死。至此明朝秦國滅亡。